# Портсмутский собор
Портсмутский собор (англ. Portsmouth Cathedral), официально — Собор Святого Фомы Кентерберийского (англ. Cathedral Church of St Thomas of Canterbury) — кафедральный собор Церкви Англии диоцеза Портсмута в Старом городе Портсмута, Англия.
Католический собор Святого Иоанна Евангелиста расположен в одной миле к северу.

## История

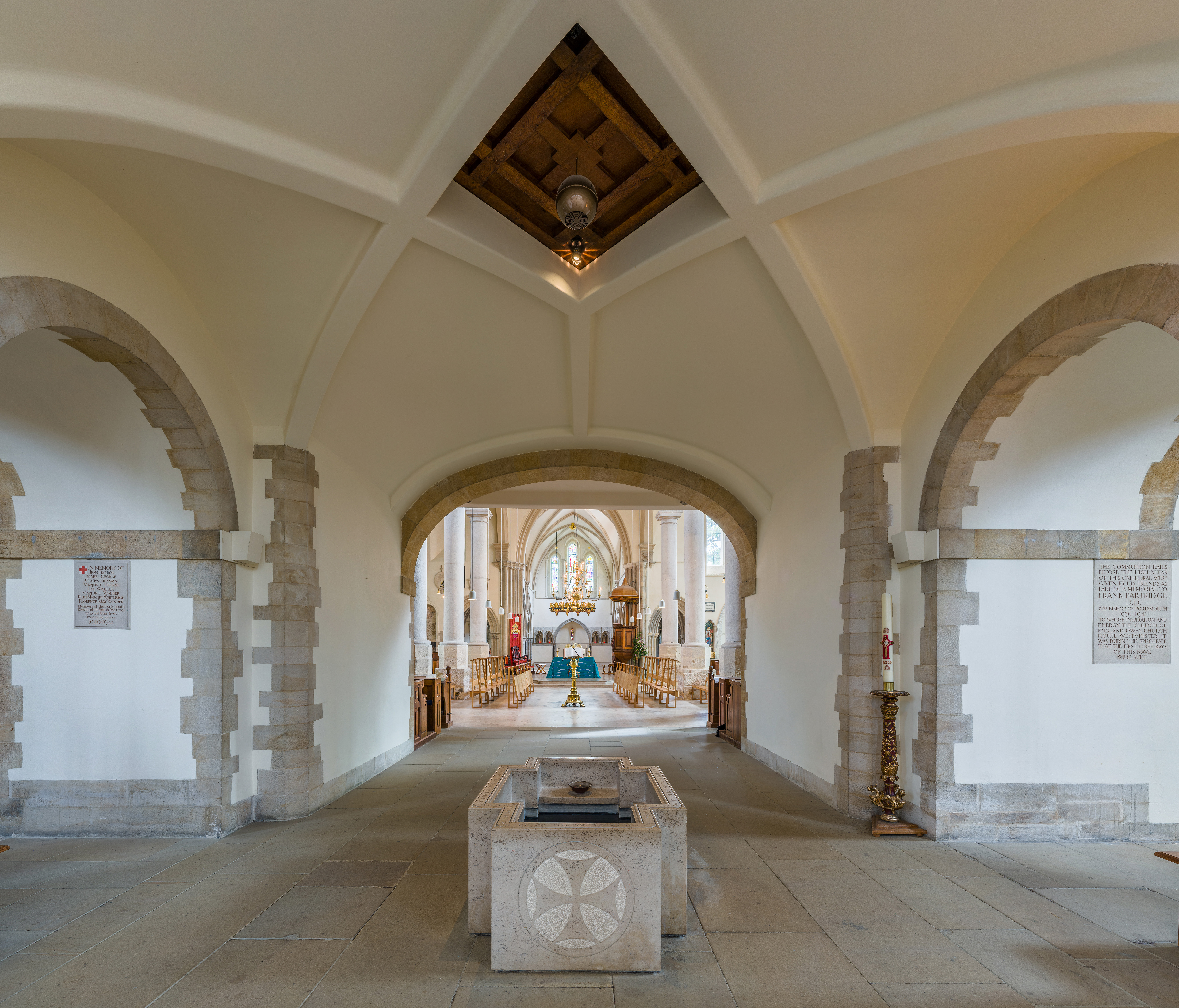
Купель. Часть средневековой церкви.

Около 1180 года Жан де Жизор, богатый нормандский купец и хозяин поместья Тичфилд, подарил землю в Портсмуте августинским каноникам Саутвикского приората, чтобы они могли построить часовню «во славу и в честь мученика Томаса Кентерберийского, однажды архиепископа, на (моей) земле, которая называется Судеведе, на острове Портси». Томас Бекет был убит на ступенях алтаря Кентерберийского собора десятью годами ранее. В XIV веке эта часовня стала приходской церковью, а в XX веке — кафедральным собором.
Возведение часовни было окончено в 1188 году; она имела крестообразную форму с центральной башней, использовавшейся как смотровая площадка и маяк над переправой. От того здания сохранились только хоры и трансепты. В 1337 году церковь пережила взятие французами Портсмута во время Столетней войны. В 1449 году Адам Молейнс, епископ Чичестера, был убит местными моряками, в результате чего жители города были отлучены, а церковь на некоторое время закрыли. В 1591 году богослужение в церкви Святого Фомы Кентерберийского посетила королева Елизавета I.
Во время гражданской войны в Англии, когда сторонники Парламента атаковали город в 1642 году, гарнизон роялистов использовал церковную башню для наблюдения за передвижением вражеских войск. Парламентские артиллеристы, дислоцированные в Госпорте, обстреляли башню и повредили церковь. Это привело к разрушению средневековой башни и нефа. После реставрации монархии в 1660 году Карл II объявил сбор пожертвований в церквях по всей стране, чтобы собрать 9000 фунтов стерлингов, необходимых для восстановления башни и нефа. Работы проводились в 1683—1693 годах; неф был сооружён в классическом стиле. В 1708 году для обслуживания растущей конгрегации были пристроены галереи (расширены в 1750 году). В 1703 году к верхушке башни был добавлен деревянный купол с фонарём, выполняющий функцию маяка. В то же время для церкви отлили восемь колоколов. Два дополнительных колокола были отлиты в 1957 году, и в настоящее время в центральной башне находится в общей сложности 12 колоколов, все мастерской «Taylor's Bell Foundry». В XVIII и XIX веках проводились различные ремонтные работы и переделки. В 1902 году церковь закрыли на два года, чтобы укрепить фундамент.

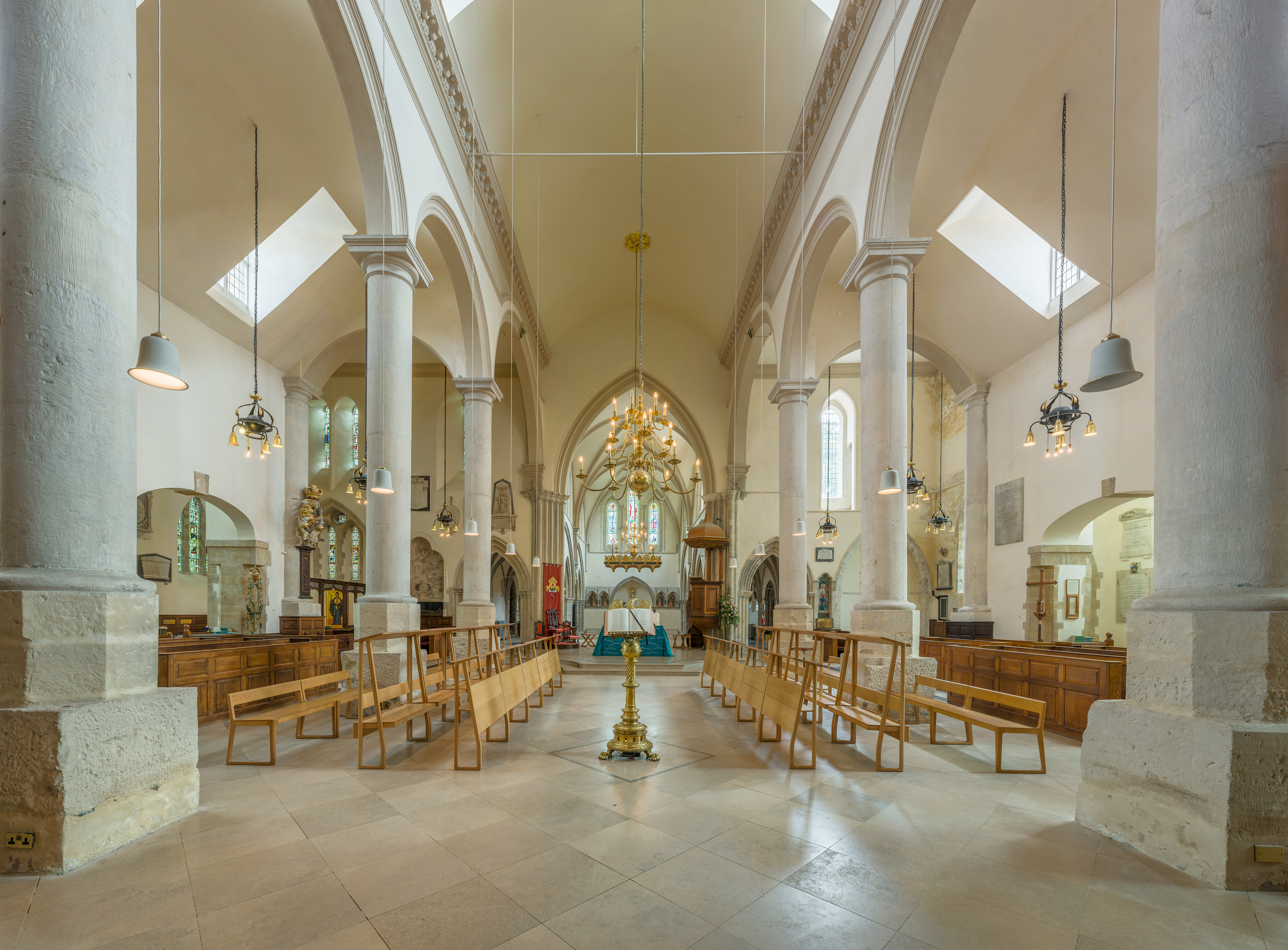
Хоры

Портсмутская епархия была выделена из Уинчестерской в 1927 году, и 1 мая приходская церковь Томаса Кентерберийского назначена собором предварительно. В октябре 1932 года на заседании капитула Чарльз Николсон представил черновики пристроек, призванных сделать здание достаточно большим для новых роли и статуса. Николсон избрал неовизантийский стиль и полуциркульные арки, соответствующие классицизирующей части церкви, восстановленной в XVII веке. В 1935 году зданию был присвоен окончательный статус собора. К 1939 году закончили внешние боковые нефы на хорах, башню, трансепты и три секции нефа. Под башней XVII века пробили арки. После падения Франции в 1940 году работы приостановились, неф отделён «временной» кирпичной стеной, которая, впрочем, простояла более полувека. В ходе войны собор пострадал незначительно. В 1949 году Николсон умер. В 1960-е годы продолжить пристройку Портсмутского собора пытался Монтгомери, но собрать средства не удалось. В 1966 году Seely & Paget при участии инженера Пьера Луиджи Нерви представили проект нефа шириной 76 футов (23 м) под полуциркульной сводчатой оболочкой из армоцемента, которая позволила бы видеть алтарь тысяче двумстам человек одновременно. Тем не менее, поскольку собор уже много лет прекрасно обходился без нефа, постольку проект был отклонён. К середине 1980-х временная стена проявила признаки неустойчивости. По проекту Николсона неф должен был быть длинным, как обычно в английских церквях, но нужды собора изменились за время, прошедшее с 1930-х, и окончательный западный фасад поставили приблизительно там же, где был временный. Смета составила £3 млн, работы начались в январе 1990 года, была достроена четвёртая секция нефа, роза, башни, галереи, алтарь и купель, и в 1991 году здание было освящено. При этом присутствовала Королева-Мать.

## Архитектура

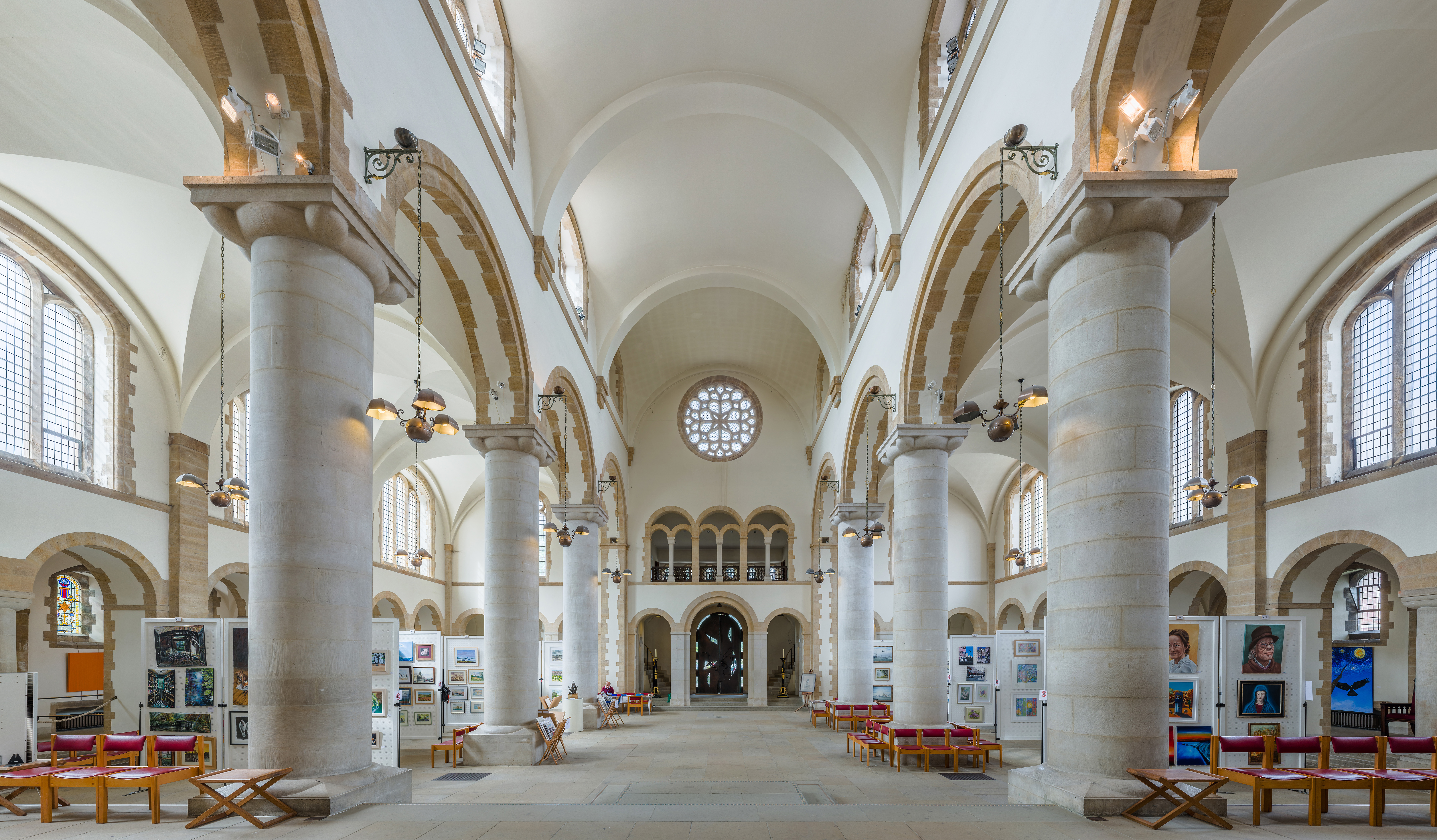
Неф, вид к западу

Парадный вход в церковь осуществляется через западный портал с бронзовыми дверьми на сюжет Древа Жизни. Неф в плане квадратный, обнесён низкой сводчатой обходной галереей. Мебель в нефе не закреплена, и пространство его может быть использовано не только для служб, но и для концертов, выставок и других мероприятий. На алтарной преграде располагается орган, под органом — скульптурное изображение Христа. Слева изображена ночи и стилизованный маяк как отсылка к девизу Портсмута «Небеса освещают наш путь» (англ. Heaven's Light Our Guide). Справа изображение моря днём и рыбацкой лодки.
В башне выделены объёмы для размещения труб органа. Купель 1991 года изготовлена по греческому образцу IX века, располагается посередине между хорами и нефом. В южном трансепте башни установлена бронзовая статуя Иоанна Крестителя (скульптор Дэвид Уинн, 1951), отлитая в память об ученике Винчестерского колледжа, погибшего на Маттерхорне. На северной стене этого трансепта расположена картина У. Л. Уайли «Чудесный улов». В северном трансепте башни имеется майолика «Мария с младенцем» фолрентийского скульптора Андреа Делла Роббиа. Главный алтарь на пьедестале из пурбекского камня украшен мозаикой Ричарда Новисса. Аналой подарен Эдуардом VII в 1903 году, кафедра 1693 года — единственная сохранившаяся «трёхпалубная» кафедра. Корпус органа Николсона несёт дату 1718 и фигуры резных херувимов и Давида, играющего на арфе.
При расширении собора в 1939 году использовался гранит из Сингапура, тогда — британской колонии.

## Органы

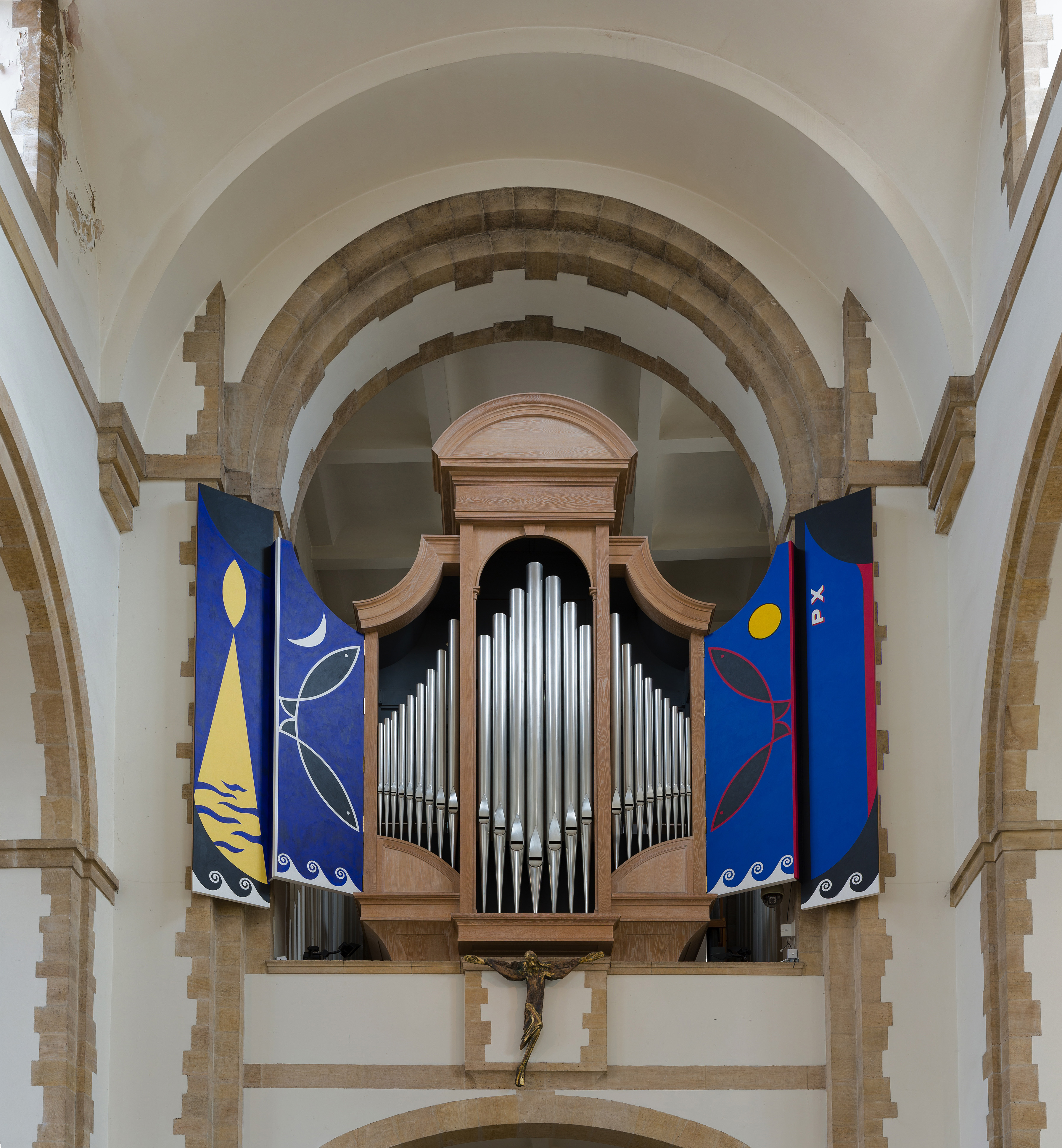
Большой орган
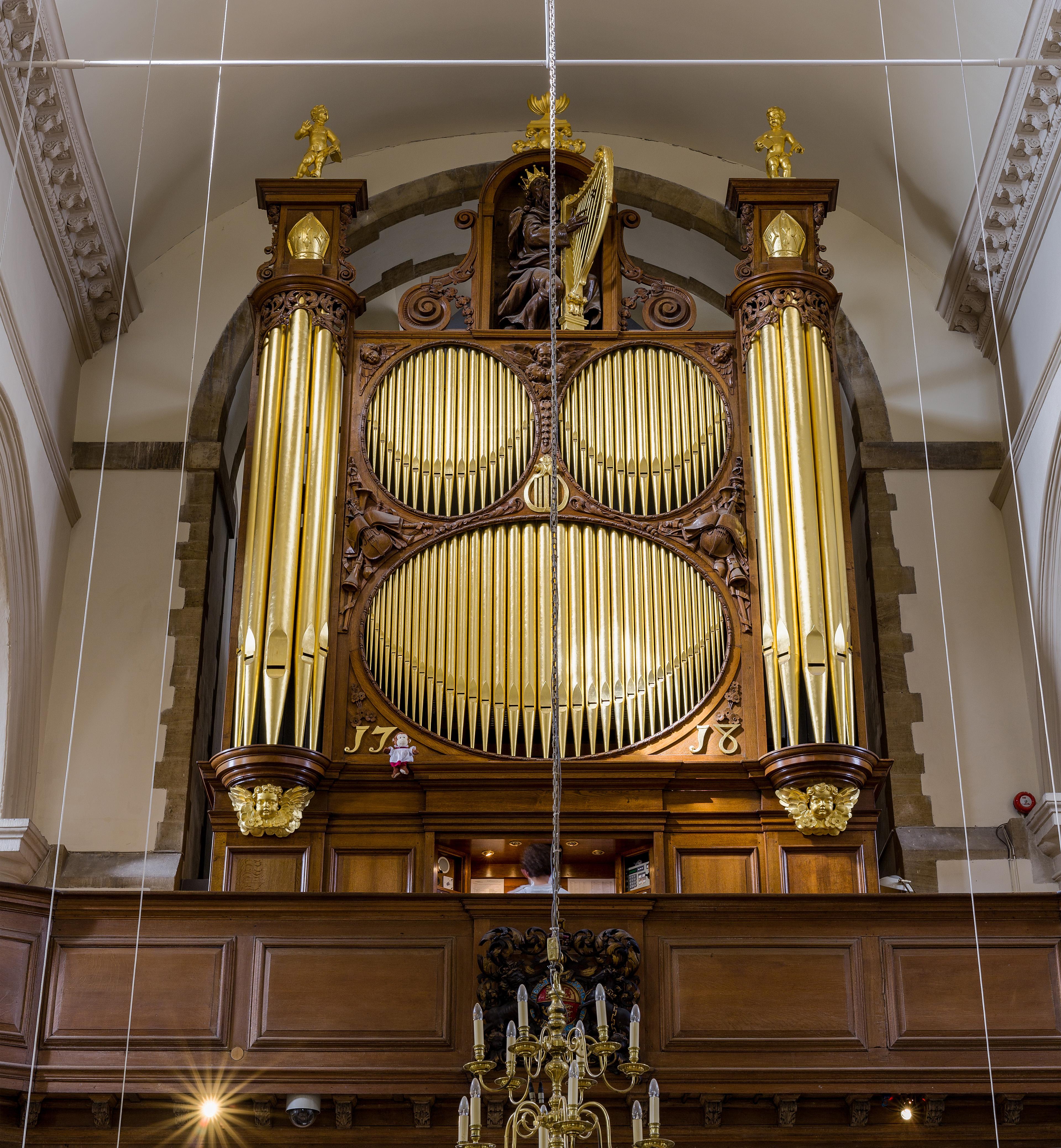
Орган Николсона

Трёхмануальный (с педалью) орган установлен в 1994 году фирмой «Nicholson & Co Ltd» с использованием труб от органа, построенного в 1681 году Джоном Николсоном для Манчестерского собора, который был в 1874 году перенесён в церковь Святой троицы в Болтоне и перестраивался в 1905 году «Jardine & Co». В 2001 году добавлен Большой Западный орган для озвучивания нефа, который является довольно замкнутым пространством, инаугурацию его в ноябре провёл Оливье Латри, титулярный органист Собора Парижской Богоматери. В 2017 году добавлен шамадный регистр «Морские трубы» (фанфары) над главным входом.
В 2007 году в соборе появился малый одномануальный трёхрегистровый орган фирмы «Kenneth Tickell & Co» (Нортгемптон).

## Молитва
|  | As the Cathedral of the Sea, we pray for all those at sea this day/evening/night, and for those whose task it is to support them in their work. Creator and Father of all, we pray for those who go down to the sea in ships, and serve upon the waters of the world. Bless them and those who serve their needs, that they may put their trust in you and find in you a strong anchor for their hopes and so be filled with your peace, through Jesus Christ, our Lord. Amen. |  | В Морском Соборе, помолимся за тех, кто сегодня в море, и за тех, кто вспоможествует им. Творец и Отец наш, молимся Тебе за тех, кто на борту, и несёт службу свою на водах. Благослови их и тех, кто помогает им, уповающих на Тебя и нашедших надёжный якорь в Тебе, чтобы покой Твой вошёл в души их, чрез Иисуса Христа, Господа нашего. Аминь |  |
|  | |  | |  |